# Tourcoing
Tourcoing (nizozemsko Toerkonje) je mesto in občina v severnem francoskem departmaju Nord regije Nord-Pas-de-Calais. Leta 1999 je mesto imelo 93.540 prebivalcev.

## Geografija
Kraj leži v severni Franciji ob istoimenskem vodnem kanalu severovzhodno od Lilla, ob meji z Belgijo.

## Administracija
Tourcoing je sedež treh kantonov:
- Kanton Tourcoing-Jug (del občine Tourcoing, občina Mouvaux: 48.891 prebivalcev),
- Kanton Tourcoing-Sever (del občine Tourcoing, občine Bousbecque, Halluin, Linselles, Roncq: 59.748 prebivalcev),
- Kanton Tourcoing-Severovzhod (del občine Tourcoing, občina Neuville-en-Ferrain: 51.340 prebivalcev).

Vsi trije kantoni se nahajajo v okrožju Lille.

## Zgodovina
Prva omemba kraja Turconium sega v leto 1080.

## Znamenitosti
- neogotska cerkev sv. Krištofa iz 15. do 16. stoletja, z 80 m visokim zvonikom in več kot 60 zvonovi,
- cerkev sv. Ane v četrti Brun-Pain,
- mestna hiša Hôtel de ville, zgrajena leta 1885 v stilu Napoleona III.,
- trgovska in gospodarska zbornica s stolpom zgrajena v času mednarodne razstave industrijskega tekstila 1906,
- hospic d'Havré, postavljen 1260, s samostanom in kapelo iz 17. stoletja
- državni licej Gambetta, iz koca 19. stoletja.
- muzej lepe umetnosti,
- muzej 5. junij 1944, nahaja se v nekdanjem bunkerju generalštaba nemške vojske.

## Pobratena mesta
- Berlin (Nemčija),
- Biella (Italija),
- Biskra (Alžirija),
- Bottrop (Nemčija),
- Guimarães (Portugalska),
- Jastrzebie Zdroj (Poljska),
- Mouscron (Belgija),
- Mühlhausen (Nemčija),
- Rochdale (Združeno kraljestvo).